# NGC 1868
NGC 1868 (другое обозначение — ESO 85-SC56) — рассеянное скопление в созвездии Золотой Рыбы, расположенное в Большом Магеллановом Облаке. Открыто Джоном Гершелем в 1834 году. Описание Дрейера: «довольно яркий, довольно крупный объект круглой формы, немного более яркий в середине». Этот объект входит в число перечисленных в оригинальной редакции «Нового общего каталога».
Звёзды в скоплении имеют неодинаковый возраст: у самых молодых его значение составляет 830 миллионов лет, а у самых старых — 1150 миллионов лет, так что для описания NGC 1868 не годится модель, при которой все звёзды образовались одновременно, как в большинстве скоплений. В скоплении наблюдается 11 голубых отставших звёзд.